# Grand Hotel Imperial
Il Grand Hotel Imperial è un albergo storico di Levico Terme costruito durante il periodo austro-ungarico in Trentino.

## Storia
Nel 1895, Julius Adrian Pollacsek fondò la società Levico-Vetriolo Heilquellen Gesellschaft per gestire la sua sorgente curativa e nel 1898, dopo aver acquistato quasi trenta acri di terra, iniziò a costruire il Grand Hotel e un edificio termale. Dopo otto mesi, l'edificio fu terminato nell'estate del 1899. Fin dall'inizio, l'obiettivo di Pollacsek è stato quello di utilizzare l'arsenico e il ferro contenuti nell'acqua minerale della sorgente termale e di erigere un hotel, circondato da un grande parco, il Parco delle Terme, nel centro della località termale nel Sud Tirolo. Il parco, creato da Georg Ziehl (1873-1953), fa parte della lista dei Grand Giardini Italiani ("Grandi giardini italiani").
Il 16 giugno 1900 l'edificio e il grande parco furono aperti quasi contemporaneamente. Dopo che il Grand Hotel fu danneggiato durante la prima guerra mondiale, il comune di Levico rilevò l'amministrazione dell'edificio di Vetriolo e lo restaurò nel 1930.
Durante la seconda guerra mondiale, il Grand Hotel fu riconvertito in base militare, sotto il comando del generale Kesselring per operazioni di guerra nelle provincie di Padova, Vicenza e Trento. Dopo la fine della guerra, l'hotel tornò di nuovo di proprietà della regione Trentino Alto Adige. La Provincia autonoma di Trento, che era stata proprietaria del Grand Hotel dal 1973, decise che l'edificio doveva essere ristrutturato. La struttura fu quindi ampiamente rinnovata e ampliata, con l'obiettivo di preservare lo stile Art Nouveau d'origine.